# Nicholas Roerich
Nicholas Roerich (Névváltozat: Rörich; Nyikolaj Konsztantyinovics; oroszul: Николай Константинович Рерих; Szentpétervár, 1874. október 9. — Kulu, India, 1947. december 13.) orosz festő, író, régész, tudós, utazó és filozófus. 1935-ben a nemzetközi békemozgalom (Roerich Paktum) kezdeményezője a békéért és a kulturális örökség védelméért (Pax Cultura). Többször is felterjesztették Nobel-díjra.

## Életpályája
A szentpétervári művészeti akadémián tanult festeni, majd Párizsban Fernand Cormon volt a mestere. A Mir Iszkussztva csoport elnöke lett. Főként történelmi tárgyú szecessziós képeket festett. Jelentősek mozaiktervei és Puskin-illusztrációi is. Pavel Tretyjakov is felfigyelt a munkásságára. Barátja volt Szergej Gyagilev a Cári Orosz Balett igazgatója. Számos jelmezt és díszletet tervezett a híres orosz balett darabok számára, például Igor Stravinsky Tavaszszentelő c. balettjéhez.
1917 után feleségével, Jelenával és két fiával együtt menekült Oroszországból Finnországba, majd Londonba. Londonban teozófiával foglalkozott. 1920-tól az Amerikai Egyesült Államokban élt, 1929-től alkotásait önálló múzeumban állította ki, külön az ő festményei és életútjának bemutatása céljából létesítettek egy múzeumot New York Manhattan negyedében, ez a Nicholas Roerich Múzeum, amely ma is vonzza a látogatókat.
Roerich sokat utazott 1924-1928 közt, különösen India volt nagy hatással művészetére, járt Tibetben, Kínában, Szibériában és Mongóliában is. Nagy érdeklődéssel foglalkozott a keleti régészeti és néprajzi kutatásokkal, s öreg kori festészetében nagy hangsúlyt kapott a Himalája látványa.
Halála után szülővárosában, a korabeli Leningrádban 1960-ban volt nagy sikerű gyűjteményes kiállítása. Moszkvában egy szecessziós stílusban épült múzeumot neveztek el róla. Rendkívül termékeny alkotó volt, mintegy 30 tanulmányát és 7000 festményét őrzik jeles múzeumok.

## Galéria

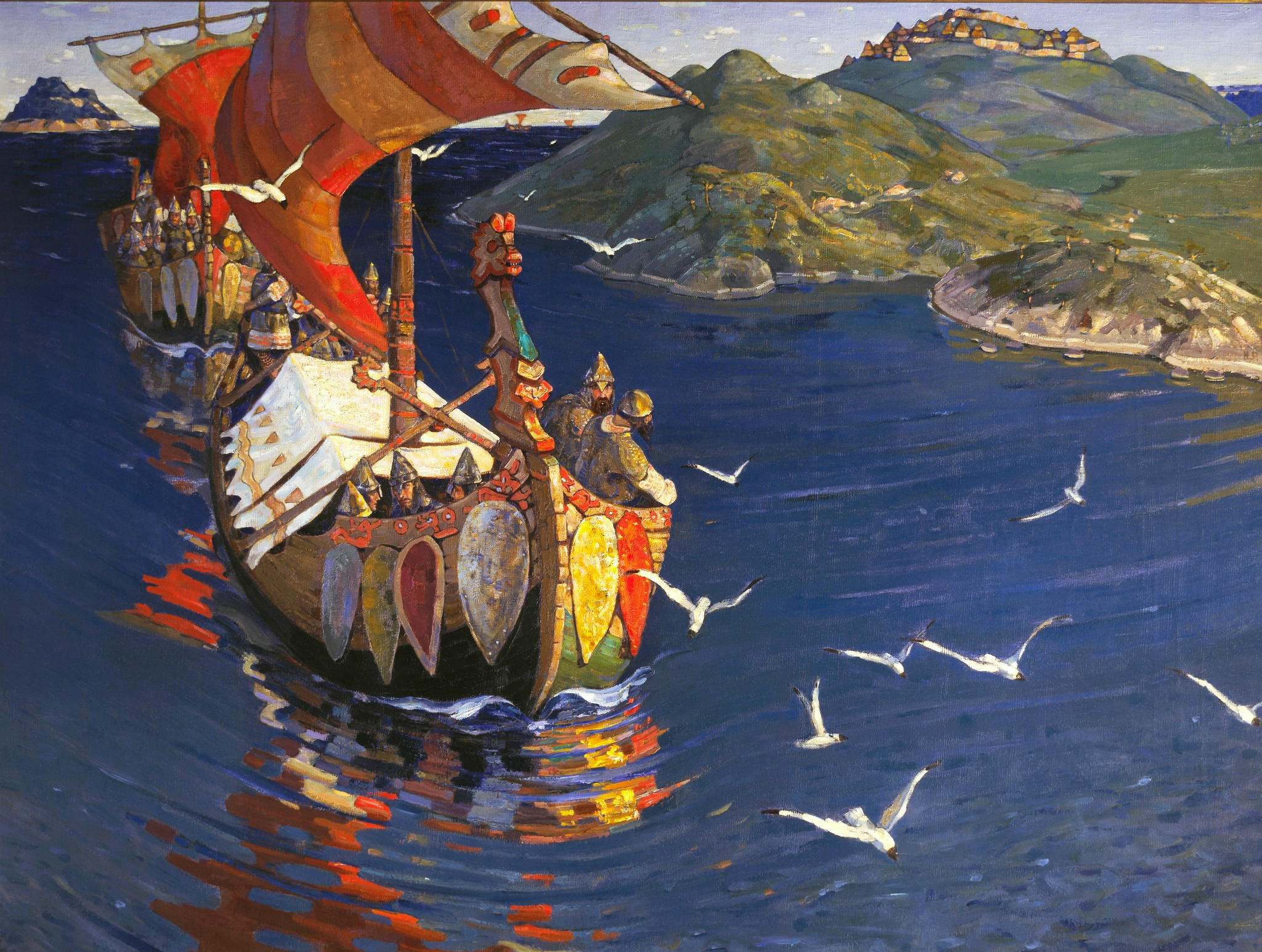
Tengerentúli látogatók (1901)
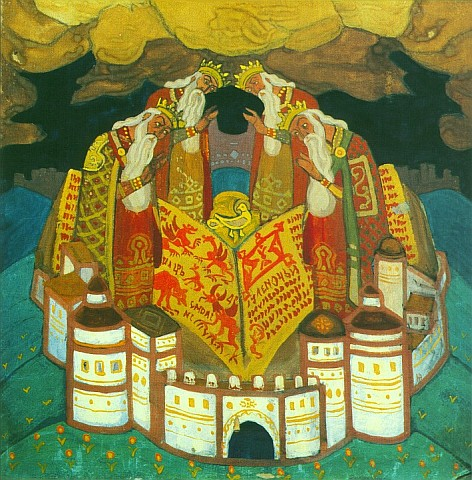
Könyvillusztráció (1911)
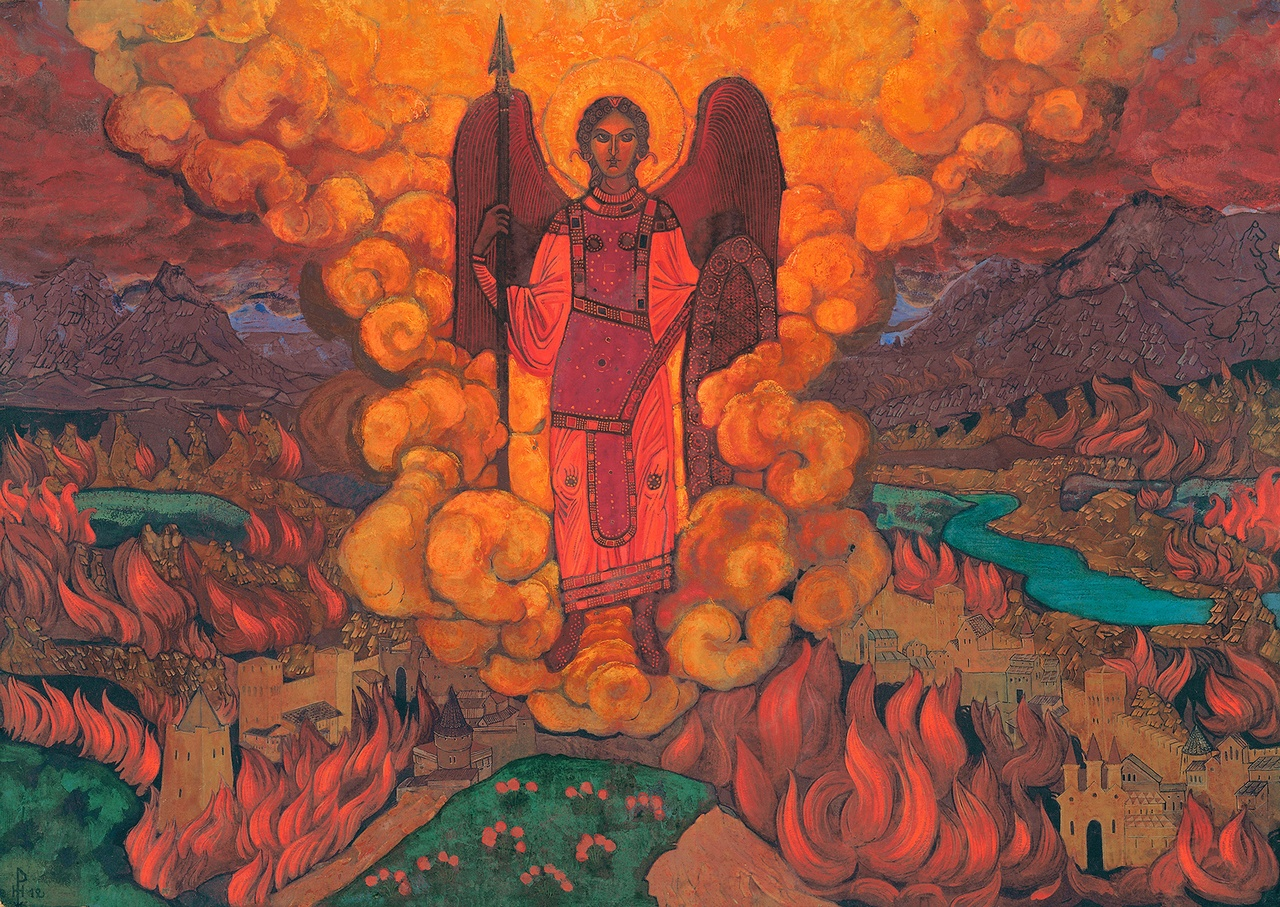
Az utolsó angyal (1912)
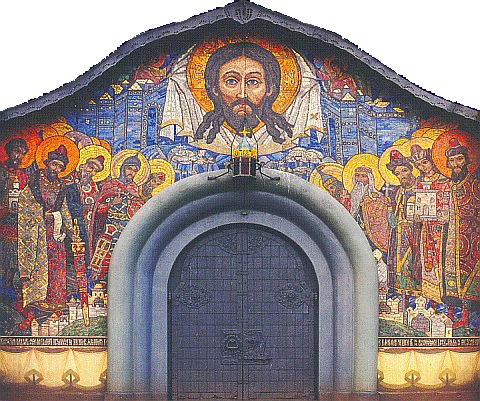
Ukrán ortodox kolostor mozaikja
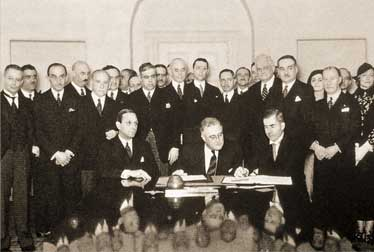
Franklin D. Roosevelt elnök aláírja a Roerich Paktumot a Fehér Házban (1935. április. 15.)